# Wilder Penfield
Wilder Graves Penfield (Spokane, 26 de enero de 1891-Montreal, 5 de abril de 1976) fue un neurocirujano estadounidense que contribuyó con importantes avances en el estudio del tejido nervioso, de las enfermedades neurológicas, especialmente la epilepsia, y en la técnica de la neurocirugía. Su descubrimiento más conocido es el homúnculo de Penfield.

## Estudios
De familia presbiteriana, pasó la mayor parte de su vida en Wisconsin. Realizó sus estudios en la Universidad de Princeton. Obtuvo la Beca Rhodes para realizar estudios en la Universidad de Oxford, donde estudió neuropatología con el profesor Sir Charles Scott Sherrington. Posteriormente obtuvo su título de médico en la Universidad Johns Hopkins. Practicó durante algunos años en la Universidad de Oxford en ese entonces conoció a William Osler. También realizó estudios en España (1924), Alemania y Estados Unidos. 
Hasta hace unos años, las operaciones del cerebro se realizaban sin anestesia general. El tejido cerebral no es sensible al dolor (cuando decimos que duele la cabeza, en realidad lo que duele son las arterias cerebrales, y las envolturas del cerebro o meninges), por lo que no era necesario dormir al paciente. Se aplicaba anestesia local para abrir el cuero cabelludo y el cráneo, y luego se operaba en el cerebro con el paciente consciente. En aquella época la anestesia general tenía cierto riesgo, por lo que solo se usaba cuando era estrictamente necesario, y por eso no se utilizaba en estas operaciones (hoy la anestesia general tiene menos riesgo, y habitualmente sí se duerme al paciente para operar en el cerebro).
Aprovechando esta circunstancia, en los años 40 y 50 el neurocirujano Wilder Penfield, durante estas operaciones, estimulaba con una pequeña corriente eléctrica puntos en la superficie del cerebro, y preguntaba al paciente qué sentía (esto se hacía no por simple curiosidad, sino que era necesario para determinar exactamente en qué región había que operar). Cuando se estimulaban así distintas regiones del cerebro, el paciente podía referir distintas sensaciones. Por ejemplo, cuando se estimulaba en la parte posterior del cerebro el paciente veía destellos de luz; si se estimulaba en la parte lateral oía zumbidos, o notaba cosquilleos en alguna parte de la piel; mientras que en otra región lo que sucedía era que el paciente movía alguna parte del cuerpo. A partir de estas observaciones Penfield realizó un mapa de la corteza, en donde cada modalidad sensorial estaba representada en una parte de la corteza cerebral. Y no solo había una región cortical para cada modalidad sensorial, sino que cada parte del cuerpo tenía asignada su región en la corteza, dependiendo del grado de sensibilidad que tuviera. Cada región que se encargaba de analizar la sensibilidad (parte izquierda del esquema) o de controlar los movimientos (parte derecha) de la mano era mucho mayor que la que analizaba la sensibilidad o controlaba los movimientos del pie, porque el tacto y los movimientos de la mano son más finos que los del pie.
Hoy no se podrían realizar estos experimentos, sin embargo hay otros métodos para conseguir el mismo objetivo. Existen técnicas como la tomografía de emisión de positrones (PET) o la resonancia magnética funcional, que permiten detectar, desde fuera y sin necesidad de abrir el cráneo, qué partes de la corteza se activan al realizar una tarea determinada. Estos estudios han confirmado las observaciones de Penfield, como por ejemplo que cuando un sujeto mira una escena, se activa la parte posterior de la corteza, que es donde está la corteza visual.